# Opération Julin
L'opération Julin est le nom donné à une série d'essais nucléaires menés par les États-Unis en 1991 et 1992. Ces tests font suite à l'opération Sculpin et étaient les derniers avant le début des négociations pour le traité d'interdiction complète des essais nucléaires.

## Liste des essais
Les 3 essais Galena : (Yellow, Orange et Green) se sont déroulés simultanément et au même point zéro.
| Date       | Dénomination    | Site                    | Type       | Puissance explosive |
| ---------- | --------------- | ----------------------- | ---------- | ------------------- |
| 18/10/1991 | Lubbock         | Site d'essais du Nevada | Souterrain | 53 kt               |
| 26/03/1992 | Junction        | Site d'essais du Nevada | Souterrain | 100 kt              |
| 30/04/1992 | Diamond Fortune | Site d'essais du Nevada | Souterrain | 3 kt                |
| 19/06/1992 | Victoria        | Site d'essais du Nevada | Souterrain | 0,08 kt             |
| 23/06/1992 | Galena-Yellow   | Site d'essais du Nevada | Souterrain | 20 kt               |
| 23/06/1992 | Galena-Orange   | Site d'essais du Nevada | Souterrain | 20 kt               |
| 23/06/1992 | Galena-Green    | Site d'essais du Nevada | Souterrain | 20 kt               |
| 18/09/1992 | Hunters Trophy  | Site d'essais du Nevada | Souterrain | 4 kt                |
| 23/09/1992 | Divider         | Site d'essais du Nevada | Souterrain | 5 kt                |

## Tests annulés
Trois essais étaient en préparation lorsque le moratoire a mis fin à de nouveaux essais nucléaires : Icecap, Gabbs et Greenwater. Un quatrième test, Mighty Uncle, était prévu pour 1993. Ce test devait faire suite au Hunters Trophy. Deux autres tests, Dolomite et Mexia, étaient également prévus.